# Georgische Männer-Handballnationalmannschaft
Die georgische Männer-Handballnationalmannschaft repräsentiert den Handballverband Georgiens als Auswahlmannschaft auf internationaler Ebene bei Länderspielen im Handball gegen Mannschaften anderer nationaler Verbände.

## Geschichte
Vorgängermannschaft war bis 1991 die sowjetische Männer-Handballnationalmannschaft und von 1991 bis 1992 die Männer-Handballnationalmannschaft der Gemeinschaft Unabhängiger Staaten, obwohl Georgien offiziell nicht zur Gemeinschaft Unabhängiger Staaten gehörte. Der georgische „Handballer des 20. Jahrhunderts“, Aleksandre Anpilogowi, gewann mit der Sowjetunion bei den Olympischen Spielen 1976 die Goldmedaille. Seit 1992 ist der georgische Handballverband Mitglied in der Internationalen Handballföderation (IHF) und in der Europäischen Handballföderation (EHF).
Für ein internationales Großereignis konnte sich die georgische Auswahl erstmals im Jahr 2023 qualifizieren.

## EHF Challenge Trophy
An der von der Europäischen Handballföderation ausgerichteten EHF Challenge Trophy nahm Georgien dreimal teil. 2007 gewann die Mannschaft ihre Vorrundengruppe im heimischen Tiflis nach Siegen über Aserbaidschan (36:24), Armenien (35:17) und Moldau (29:27). Im Finale im norwegischen Drammen besiegte die Auswahl Luxemburg mit 28:27.
2009 schlug Georgien in der Vorrunde Aserbaidschan (41:23), Armenien (44:19) und Moldau (38:34). Im Endspiel unterlag man Finnland mit 28:30.
Bei der letzten Austragung 2012 besiegte man England (31:25) und Irland und verlor gegen Färöer (21:23), die als Gruppensieger ins Finale einzogen.

## IHF Emerging Nations Championship
An der von der Internationalen Handballföderation ausgerichteten IHF Emerging Nations Championship nahm Georgien bisher zweimal teil. Bei der IHF Emerging Nations Championship 2017 erreichte man das Viertelfinale nach einer Niederlage gegen Luxemburg (29:35) sowie Siegen gegen Großbritannien (34:26) und Malta (28:20). Im Viertelfinale unterlag man der Türkei (26:32). Es folgten weitere Niederlagen gegen China (28:31) und Luxemburg (25:32).
Die IHF Emerging Nations Championship 2019 richtete Georgien in Tiflis aus. Nach Siegen über Nigeria (27:14), Malta (39:13), Irland (37:17), USA (28:22) und Bulgarien (35:19) zog die Mannschaft als Gruppensieger ins Halbfinale ein. Dort besiegte man Großbritannien mit 28.21. Das Finale gewann man gegen Kuba mit 31:21.

## Men’s IHF/EHF Trophy
2021 richtete Georgien mit der Men’s IHF/EHF Trophy erneut ein Turnier aus. Nach Siegen gegen Aserbaidschan (36:16), Moldau (27:20), Bulgarien (32:19) und im Finale Zypern (32:18) wurde der Gastgeber erster Sieger des Turniers. Mit Giorgi Tskhovrebadze stellte man den besten Torschützen, mit Irakli Kbilashvili den besten Spieler des Turniers.

## Europameisterschaften
- Europameisterschaft 2024: 18. Platz (von 24 Mannschaften)

## Aktueller Kader
| Nr. | Spieler                     | Geburtstag | Alter | Position        | Größe  | Gewicht | Verein                              | Lsp. | Tore |
| --- | --------------------------- | ---------- | ----- | --------------- | ------ | ------- | ----------------------------------- | ---- | ---- |
| 51  | Giorgi Akhalbedashvili      | 03.11.1997 | 26    | Rechtsaußen     | 1,78 m | 75 kg   | Panellinios Athen                   | 0    | 0    |
| 9   | Giorgi Areshidze            | 23.07.2004 | 19    | Rückraum Mitte  | 1,90 m | 75 kg   | Pegasi stu                          | 23   | 81   |
| 18  | Erekle Arsenashvili         | 18.10.1998 | 25    | Kreisläufer     | 1,97 m | 95 kg   | Club Balonmano Puente Genil         | 27   | 83   |
| 21  | Sandro Darsania             | 14.06.2004 | 19    | Rückraum rechts | 1,90 m | 93 kg   | Belenenses Lissabon                 | 31   | 163  |
| 71  | Giorgi Arvelodi Dikhaminjia | 21.06.1997 | 26    | Rechtsaußen     | 1,88 m | 88 kg   | HK Lovosice                         | 46   | 79   |
| 20  | Irakli Dikhaminjia          | 19.06.2000 | 23    | Torhüter        | 1,94 m | 93 kg   | TSG Lübbenau 63                     | 13   | 0    |
| 34  | Miriani Gavashelishvili     | 21.09.2000 | 23    | Rückraum links  | 1,97 m | 88 kg   | Metaloplastika Šabac                | 22   | 6    |
| 24  | Zurab Gogava                | 14.09.1998 | 25    | Rückraum rechts | 1,96 m | 95 kg   | LHC Cottbus                         | 22   | 15   |
| 15  | Irakli Gogoladze            | 15.11.1996 | 27    | Rechtsaußen     | 1,79 m | 81 kg   | B.S.B. Batumi                       | 35   | 24   |
| 31  | Giorgi Grishikashvili       | 18.11.2004 | 19    | Kreisläufer     | 1,85 m | 90 kg   | Pas Aeropos Edessas                 | 19   | 19   |
| 28  | Davit Grishikashvili        | 25.06.2007 | 16    | Rückraum links  | 1,90 m | 85 kg   | LHC Cottbus                         | 19   | 10   |
| 17  | Levan Imnadze               | 25.03.2001 | 22    | Rechtsaußen     | 1,85 m | 70 kg   | RK Prilep                           | 7    | 2    |
| 27  | Nikoloz Kalandadze          | 27.07.2002 | 21    | Rückraum links  | 1,98 m | 100 kg  | Chambéry Savoie Mont Blanc Handball | 41   | 209  |
| 10  | Irakli Kbilashvili          | 02.10.1998 | 25    | Rückraum Mitte  | 1,89 m | 90 kg   | CSU din Suceava                     | 36   | 122  |
| 5   | Vakhtang Khelisupali        | 13.01.2005 | 18    | Linksaußen      | 1,85 m | 75 kg   | Samtredia                           | 28   | 130  |
| 8   | Luka Lanchava               | 31.12.2004 | 19    | Kreisläufer     | 1,87 m | 85 kg   | KTSV Eupen                          | 25   | 29   |
| 3   | George Lapiashvili          | 12.11.2000 | 23    | Kreisläufer     | 1,95 m | 85 kg   | B.S.B. Batumi                       | 33   | 90   |
| 77  | Giga Meliava                | 15.07.2004 | 19    | Rückraum links  | 1,85 m | 75 kg   | STU                                 | 19   | 46   |
| 19  | Giorgi Merkviladze          | 11.04.1998 | 25    | Rechtsaußen     | 1,82 m | 75 kg   | Kutaisi 2015                        | 5    | 12   |
| 41  | Giorgi Miqava               | 26.01.1998 | 25    | Kreisläufer     | 1,93 m | 90 kg   | Kutaisi 2015                        | 20   | 34   |
| 35  | Luka Mukbaniani             | 10.12.2005 | 18    | Rechtsaußen     | 1,80 m | 70 kg   | HC Karishkhala                      | 19   | 33   |
| 87  | David Nikabadze             | 16.06.1999 | 24    | Torhüter        | 1,99 m | 92 kg   | SGAU-Saratov                        | 5    | 0    |
| 14  | Teimuraz Orjonikidze        | 07.02.1996 | 27    | Rückraum links  | 1,95 m | 95 kg   | GRK Ohrid                           | 53   | 198  |
| 23  | Levani Pantskhava           | 07.02.2004 | 19    | Rückraum links  | 1,95 m | 80 kg   | Tskhaltubo                          | 19   | 27   |
| 6   | Akaki Patashuri             | 15.09.2002 | 21    | Rückraum Mitte  | 1,93 m | 83 kg   | HC Azeryol                          | 18   | 52   |
| 16  | Gigi Rukhadze               | 15.03.2004 | 19    | Torhüter        | 1,85 m | 70 kg   | Kutaisi 2015                        | 19   | 1    |
| 7   | Khazein Rustamov            | 09.12.1998 | 25    | Linksaußen      | 1,80 m | 70 kg   | RK Prilep                           | 38   | 82   |
| 94  | Zuriko Simonia              | 25.08.1994 | 29    | Rückraum Mitte  | 1,83 m | 83 kg   | Kutaisi 2015                        | 34   | 31   |
| 33  | Nugzar Tarieladze           | 06.08.2004 | 19    | Rechtsaußen     | 1,70 m | 65 kg   | adjara                              | 19   | 31   |
| 12  | Zurab Tsintsadze            | 03.10.1996 | 27    | Torhüter        | 1,85 m | 89 kg   | Klub Sportowy Azoty-Puławy          | 34   | 5    |
| 11  | Giorgi Tskhovrebadze        | 19.02.2001 | 22    | Rückraum rechts | 1,93 m | 85 kg   | VfL Gummersbach                     | 43   | 314  |
| 29  | Guga Utmelidze              | 19.02.2002 | 21    | Rückraum rechts | 1,97 m | 90 kg   | SGAU-Saratov                        | 10   | 18   |
| 44  | Giga Zarnadze               | 05.08.1999 | 24    | Rückraum links  | 1,90 m | 88 kg   | HBV Jena 90                         | 12   | 26   |